# Диордица, Николай Фёдорович
Николай Фёдорович Диордица (род. 17 мая 1956) — полковник Вооружённых Сил РФ, лётчик-испытатель, Герой Российской Федерации (1995).

## Биография
Николай Диордица родился 17 мая 1956 года в селе Парканы (ныне — Слободзейский район Молдавии). В 1974 году он был призван на службу в Советскую Армию. В 1978 году Диордица окончил Харьковское высшее военное авиационное училище лётчиков, после чего служил в нём же лётчиком-инструктором.
В 1984 году Диордица окончил Центр подготовки лётчиков-испытателей при Государственном Краснознамённом Научно-испытательном институте ВВС, после чего находился на лётно-испытательной работе. Принимал активное участие в испытаниях и доводках более чем пятидесяти типов и модификаций самолётов. Стоял у истоков освоения палубной авиации в СССР и России, впервые в мировой истории без подготовки на наземных аэрофинишерах освоил полёты на новейших на тот момент палубных самолётах Су25УТГ и Су-33К, совершал посадки на авианесущий крейсер «Адмирал Кузнецов» как в светлое, так и в тёмное время суток. В 1988 году Диордица окончил Московский авиационный институт.
Указом Президента Российской Федерации от 17 августа 1995 года за «мужество и героизм, проявленные при испытании новой авиационной техники» полковник Николай Диордица был удостоен высокого звания Героя Российской Федерации с вручением медали «Золотая Звезда». Участник первого дальнего морского похда ТАвКР «Адмирал Кузнецов» в декабре 1995- марте 1996 года.
С 1995 года Диордица занимал должность начальника службы лётных испытаний Управления начальника вооружения Военно-воздушных сил России. В 2003 году он был уволен в запас и перешел на работу в РСК «МиГ». В настоящее время проживает в Москве, продолжает работать лётчиком-испытателем, обучает лётчиков палубной авиации. В 2012 году принял активное участие в испытаниях корабельного истребителя МиГ-29КУБ на палубе модернизированного для ВМС Индии авианосца «Викрамадитья» (бывший советский ТАвКР «Баку», «Адмирал Горшков»). 28 июля 2012 года вместе с М. А. Беляевым произвел на него первую посадку.
Заслуженный летчик-испытатель Российской Федерации. Также награждён рядом медалей.